# Tachyphyle undilineata
Tachyphyle undilineata là một loài bướm đêm trong họ Geometridae.